# Elżbieta Romanowa (1826–1845)
Elżbieta Michajłowna Romanowa (ros. Елизавета Михайловна) (ur. 26 maja 1826 w Moskwie, zm. 28 stycznia 1845 w Wiesbaden) – wielka księżna Rosji i księżna Nassau.
Wielka księżna urodziła się na Kremlu jako córka wielkiego księcia Michała Pawłowicza i wielkiej księżnej Eleny Pawłownej. Nazywano ją Lili. Imię otrzymała po zmarłej ciotce, cesarzowej Elżbiecie, żonie cara Aleksandra I, która była bliską przyjaciółką jej matki. Elżbieta była uważana za najładniejszą z sióstr. Podobnie jak Elena Pawłowna miała dobre maniery i wykształcenie.
W Sankt Petersburgu poznała Adolfa Wilhelma, księcia Nassau, i zakochała się w nim z wzajemnością. 31 stycznia 1844 poślubiła wybranka. Przez jakiś czas mieszkali w Rosji, później przenieśli się do Niemiec, gdzie zamieszkali w Wiesbaden. Elżbieta, po ślubie księżna Nassau, była bardzo popularna, a wieść o ciąży księżnej spowodowała wielką radość. Małżeństwo było bardzo szczęśliwe, ale Elżbieta zmarła rodząc córkę, która również nie przeżyła. Pogrążony w smutku Adolf Wilhelm zarządził budowę cerkwi św. Elżbiety, która została postawiona tak, aby książę mógł ją widzieć z miejsca swojego zamieszkania.